# 1500 Jyväskylä
1500 Jyväskylä este un asteroid din centura principală, descoperit pe 16 octombrie 1938, de Yrjö Väisälä.